# Коли (посёлок)
Коли — посёлок в Самойловском сельском поселении Бокситогорского района Ленинградской области.

## История
Посёлок Коли учитывается областными административными данными с 1 января 1938 года в Заголодненском сельсовете Ефимовского района. 
С 1959 года, в составе Ефимовского сельсовета Ефимовского района.
С 1965 года составе Бокситогорского района. В 1965 году население посёлка составляло 1020 человек.
По данным 1966, 1973 и 1990 годов посёлок Коли также входил в состав Ефимовского сельсовета Бокситогорского района.
В 1997 году в посёлке Коли Ефимовской волости проживали 549 человек, в 2002 году — 444 (русские — 94 %).
В 2007 году в посёлке Коли Самойловского СП проживали 454 человека, в 2010 году — 377.

## География
Посёлок расположен в центральной части района на автодороге А114 (Вологда — Новая Ладога).
Расстояние до административного центра поселения — 16 км.
В посёлке расположена железнодорожная станция Коли на линии Волховстрой I — Вологда.

## Демография
| 1997 | 2002 | 2007 | 2010 | 2017 |
| ---- | ---- | ---- | ---- | ---- |
| 549  | ↘444 | ↗454 | ↘377 | ↗442 |

## Улицы
Вокзальная, Железнодорожная, Лесная, Механизаторов, Центральная, Школьная.